# Liga de Fútbol de Mongolia
La Niislel League (en mongol: Нийслэл Лиг, traducido como Liga Capital), conocida ahora como la Khurkhree National Premier League por razones de patrocinio, es la primera división del fútbol en Mongolia. Fue creada en el año 1964 y es organizada por la Federación de Fútbol de Mongolia. La disputan los 10 equipos semi-profesionales del país y se juega a dos vueltas por lo que cada equipo disputa un total de 18 partidos. Existe un descenso directo y un play-off por la permanencia en la máxima categoría.

## Equipos 2024-25

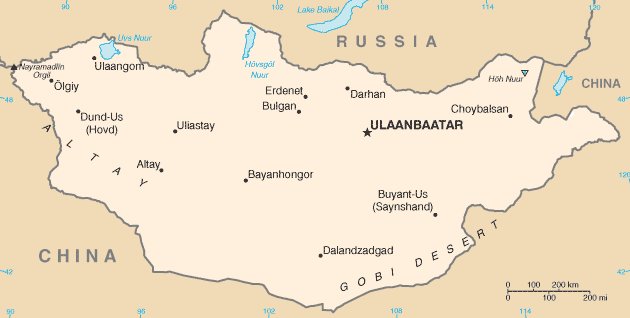
Mongolia.

| Equipo                | Ciudad     |
| --------------------- | ---------- |
| Brera Ilch FC         | Ulán Bator |
| Deren FC              | Ulán Bator |
| Hunters FC            | Ulán Bator |
| Khaan Khuns-Erchim FC | Ulán Bator |
| Khangarid FC          | Erdenet    |
| Khoromkhon FC         | Ulán Bator |
| Khovd FC              | Hovd       |
| SP Falcons            | Ulán Bator |
| Tuv Azarganuud FC     | Ulán Bator |
| FC Ulaanbaatar        | Ulán Bator |

## Palmarés
La siguiente es una lista de los campeones de liga de Mongolia.
| - 1955: Soyol - 1956-1963: No se disputó - 1964: Khudulmur - 1965: No se disputó - 1966: Khudulmur - 1967: Tengeriin Bugnuud (Bat Ulzii) - 1968: Darkhan - 1969: Tengeriin Bugnuud (Bat Ulzii) - 1970: Aldar ("Gloria") (Armada) - 1971: Tengeriin Bugnuud (Bat Ulzii) - 1972: Khudulmur - 1973: Tengeriin Bugnuud (Bat Ulzii) - 1974: Aldar ("Gloria") (Armada) - 1975: Tengeriin Bugnuud (Bat Ulzii) - 1976: Aldar ("Gloria") (Armada) - 1978: Zamchin ("Railwayman") - 1979: Tengeriin Bugnuud (Bat Ulzii) - 1980: Aldar ("Gloria") (Armada) - 1981: Tengeriin Bugnuud (Bat Ulzii) - 1982: Tengeriin Bugnuud (Bat Ulzii) - 1983: Ajilchin - 1984: Tengeriin Bugnuud (Bat Ulzii) - 1985: Khuch (Policía) - 1986: Desconocido - 1987: Sükhbaatar - 1988: Sükhbaatar - 1989: Khudulmur ("Trabajo") - 1990: Khuch (Policía) - 1991–93: Desconocido - 1994: Khuch (Policía) - 1995: Idsskh (Universitarios) |

### MFF League
| Temporada | Campeón                            | Subcampeón                               |
| --------- | ---------------------------------- | ---------------------------------------- |
| 1996      | Erchim FC (Ulán Bator)             | Biznesijn Cengeruud                      |
| 1997      | Delger FC                          | Erchim FC (Ulán Bator)                   |
| 1998      | Erchim FC (Ulán Bator)             | Delger FC                                |
| 1999      | ITI Bank-Bars ("CHOTS")            | Erchim FC (Ulán Bator)                   |
| 2000      | Erchim FC (Ulán Bator)             | Sonor                                    |
| 2001      | Khangarid FC (Erdenet)             | Mon-Uran                                 |
| 2002      | Erchim FC (Ulán Bator)             | Khangarid FC (Erdenet)                   |
| 2003      | Khangarid FC (Erdenet)             | Mon-Uran                                 |
| 2004      | Khangarid FC (Erdenet)             | Khoromkhon FC (Ulán Bator)               |
| 2005      | Khoromkhon FC (Ulán Bator)         | Khangarid FC (Erdenet)                   |
| 2006      | Khasiin Khulguud Club (Ulán Bator) | Khoromkhon FC (Ulán Bator)               |
| 2007      | Erchim FC (Ulán Bator)             | Khangarid FC (Erdenet)                   |
| 2008      | Erchim FC (Ulán Bator)             | Khoromkhon FC (Ulán Bator)               |
| 2009      | FC Ulaanbaatar University          | Erchim FC (Ulán Bator)                   |
| 2010      | Khangarid FC (Erdenet)             | Ulaanbaatar Mazaalainuud FC (Ulán Bator) |
| 2011      | FC Ulaanbaatar (Ulán Bator)        | FC Ulaanbaatar University                |
| 2012      | Erchim FC (Ulán Bator)             | Khoromkhon FC (Ulán Bator)               |
| 2013      | Erchim FC (Ulán Bator)             | Khangarid FC (Erdenet)                   |
| 2014      | Khoromkhon FC (Ulán Bator)         | Erchim FC (Ulán Bator)                   |
| 2015      | Erchim FC (Ulán Bator)             | FC Ulaanbaatar (Ulán Bator)              |
| 2016      | Erchim FC (Ulán Bator)             | FC Ulaanbaatar (Ulán Bator)              |
| 2017      | Erchim FC (Ulán Bator)             | Ulaanbaatar City FC (Ulán Bator)         |
| 2018      | Erchim FC (Ulán Bator)             | FC Ulaanbaatar (Ulán Bator)              |
| 2019      | Ulaanbaatar City FC (Ulán Bator)   | Erchim FC (Ulán Bator)                   |
| 2020      | Athletic 220 FC (Ulán Bator)       | FC Ulaanbaatar (Ulán Bator)              |
| 2021      | Athletic 220 FC (Ulán Bator)       | Deren FC (Deren)                         |
| 2021/22   | Erchim FC (Ulán Bator)             | FC Ulaanbaatar (Ulán Bator)              |
| 2022/23   | FC Ulaanbaatar (Ulán Bator)        | BCH Lions (Ulán Bator)                   |
| 2023/24   | SP Falcons (Ulán Bator)            | Khangarid FC (Erdenet)                   |

## Títulos por club
- Campeones de Liga desde su creación.
| Club                             | Campeón | Años campeón                                                                    |
| -------------------------------- | ------- | ------------------------------------------------------------------------------- |
| Erchim FC                        | 13      | 1996, 1998, 2000, 2002, 2007, 2008, 2012, 2013, 2015, 2016, 2017, 2018, 2021/22 |
| Tengeriin Bugnuud                | 9       | 1967, 1969, 1971, 1973, 1975, 1979, 1981, 1982, 1984                            |
| Khudulmur                        | 4       | 1964, 1966, 1972, 1989                                                          |
| Aldar (Army Sports Club)         | 4       | 1970, 1974, 1976, 1980                                                          |
| Khangarid FC                     | 4       | 2001, 2003, 2004, 2010                                                          |
| Khuch (Police Sports Club)       | 3       | 1985, 1990, 1994                                                                |
| Sukhbaatar                       | 2       | 1987, 1988                                                                      |
| Khoromkhon FC                    | 2       | 2005, 2014                                                                      |
| Athletic 220 FC                  | 2       | 2020, 2021                                                                      |
| FC Ulaanbaatar                   | 2       | 2011, 2022/23                                                                   |
| Soyol                            | 1       | 1955                                                                            |
| Darkhan                          | 1       | 1968                                                                            |
| Zamchin                          | 1       | 1978                                                                            |
| Ajilchin                         | 1       | 1983                                                                            |
| Idsskh (Universidad de Mongolia) | 1       | 1995                                                                            |
| Delger                           | 1       | 1997                                                                            |
| ITI Bank-Bars                    | 1       | 1999                                                                            |
| Khasiin Khulguud Club            | 1       | 2006                                                                            |
| FC Ulaanbaatar University        | 1       | 2009                                                                            |
| Ulaanbaatar City FC              | 1       | 2019                                                                            |
| SP Falcons                       | 1       | 2023/24                                                                         |

## Goleadores
| Temporada |                     | Jugador               | Club                      | Goles |
| 2003      | Bandera de Mongolia | Davaa Bayarzorig      | Khangarid FC              | 24    |
| 2007      | Bandera de Mongolia | Dagva Enkhtaivan      | Khasiin Khulguud Club     | 26    |
| 2008      | Bandera de Mongolia | Ganbaatar Tugsbayar   | Erchim FC                 | 15    |
| 2009      | Bandera de Mongolia | Ganbaatar Tugsbayar   | Selenge Press Falcons FC  | 15    |
| 2012      | Bandera de Mongolia | Tsedenbal Tumenjargal | FC Ulaanbaatar University | 15    |
| 2017      | Bandera de Mongolia | Nyam-Osor Naranbold   | Athletic 220 FC           | 17    |
| 2020      | Bandera de Mongolia | Nyam-Osor Naranbold   | Athletic 220 FC           | 29    |
| 2021      | Bandera de Japón    | Tetsuaki Misawa       | BCH Lions                 | 17    |
| 2021-22   | Bandera de Japón    | Mishima Yuta          | Erchim FC                 | 26    |
| 2022-23   | Bandera de Mongolia | Tsedenbal Tümerjargal | Tuv Buganuud              | 14    |
| 2023-24   | Bandera de Mongolia | Nyam-Osor Naranbold   | Khoromkhon                | 25    |
| 2023-24   | Bandera de Brasil   | Wlademir Everton      | SP Falcons                | 25    |